# Robert Rietti
Lucio Rietti, noto coi nomi d'arte di Bobby Rietti, Robert Rietti o Robert Rietty (Paddington, 8 febbraio 1923 – Londra, 3 aprile 2015), è stato un attore e regista italiano naturalizzato britannico.
Già noto come attore bambino, ebbe una lunga carriera in Regno Unito al cinema e alla televisione.

## Biografia
Lucio Rietti nacque nel 1923 a Paddington in una famiglia ebraica italiana originaria di Ferrara, figlio dell'attore Vittorio "Victor" Rietti (1888-1963) e di Rachel Rosenay.
Nel 1932, all'età di nove anni, entrò a far parte della compagnia teatrale del padre con il nome di Bobby Rietti, facendo il suo debutto sul palcoscenico in Mysterious Currents. Il debutto nel cinema avvenne l'anno successivo con una piccola parte nel film Heads We Go (1933). Come attore bambino alternò ruoli cinematografici di rilievo in film come In Town Tonight (1935) e Emil and the Detectives (1935), a importanti impegni teatrali nella produzione londinese di Pel di carota al Fortune Theatre (1935) e in The Boy David di J.M. Barrie a His Majesty's (1936).
Con l'entrata in guerra dell'Italia nella seconda guerra mondiale, Robert, il padre e il fratello vennero confinati in un campo di internamento, dal quale furono rilasciati dopo otto mesi su richiesta speciale per organizzare un'unità dell'esercito composta da attori professionisti per intrattenere le truppe. È stato durante questo periodo che il suo nome d'arte fu modificato in Robert Rietty, nel tentativo di rendere il suono meno italiano e più irlandese.
Riprese la sua carriera da attore adulto dopo la seconda guerra mondiale alla radio, al cinema e alla televisione. Oltre che attore, Rietti  svolse attività di doppiatore, talvolta doppiando attori che non erano in grado di recitare o avevano perso la voce. Tra gli altri, doppiò in inglese Tim Moxon nella parte di John Strangways, agente britannico nel primo film di James Bond, Agente 007 - Licenza di uccidere (1962), poi continuò a prestare la voce a vari attori negli altri film di James Bond, tra i quali Adolfo Celi come Emilio Largo in Agente 007 - Thunderball (Operazione tuono) (1965), Tetsuro Tamba come Tiger Tanaka in Agente 007 - Si vive solo due volte (1967) e John Hollis come Ernst Stavro Blofeld in Solo per i tuoi occhi (1981). Apparve anche nel film di Bond Agente 007 - Al servizio segreto di Sua Maestà (1969).
Rietti ricevette il titolo di Cavaliere della Repubblica Italiana e fu editore della rivista trimestrale inglese GAMBIT. Ottenne una candidatura per uno speciale BAFTA nel 1993. Tradusse in inglese tutta l'opera drammatica di Luigi Pirandello, rendendolo sempre più conosciuto nei paesi anglofoni.
Suo figlio, Jonathan Rietti, è rabbino ortodosso negli Stati Uniti e molto attivo come lettore alla Gateways, un centro ebraico americano di assistenza.

## Filmografia parziale

### Attore

#### Cinema
- Heads We Go, regia di Monty Banks (1933)
- In Town Tonight, regia di Herbert Smith (1935)
- Emil and the Detectives, regia di Milton Rosmer (1935)
- Cristo fra i muratori (Give Us This Day), regia di Edward Dmytryk (1949)
- Criminali sull'asfalto (Checkpoint), regia di Ralph Thomas (1956)
- Don Chisciotte (Дон-Кихот), regia di Grigori Kozintsev (1957, voce)
- Non c'è tempo per morire (No Time to Die), regia di Terence Young (1958)
- La guerra segreta di suor Katryn (Conspiracy of Hearts), regia di Ralph Thomas (1960)
- Giuseppe venduto dai fratelli, regia di Irving Rapper, Luciano Ricci (1960)
- Norman astuto poliziotto (On the Beat), regia di Robert Asher (1962)
- Ombre sul palcoscenico (I Could Go on Singing), regia di Ronald Neame (1963)
- New York Press, operazione dollari (The Crooked Road), regia di Don Chaffey (1965)
- La Bibbia (The Bible: In the Beginning...), regia di John Huston (1966)
- Senza di loro l'inferno è vuoto (Hell Is Empty), regia di John Ainsworth, Bernard Knowles (1967)
- Un colpo all'italiana (The Italian Job), regia di Peter Collinson (1969)
- Domenica maledetta domenica (Sunday Bloody Sunday), regia di John Schlesinger (1971)
- L'isola del tesoro (Treasure Island), regia di John Hough (1972) - voce
- Frenzy, regia di Alfred Hitchcock (1972) - voce
- Il presagio (The Omen), regia di Richard Donner (1976)
- Mai dire mai (Never Say Never Again), regia di Irvin Kershner (1983)
- Madame Sousatzka, regia di John Schlesinger (1988)
- Hannibal, regia di Ridley Scott (2001)

#### Televisione
- I gialli di Edgar Wallace (The Edgar Wallace Mystery Theatre) – serie TV, episodio 3x02 (1962)
- Attenti a quei due (The Persuaders!) – serie TV, episodio 1x17 (1972)

## Doppiatori italiani
- Emilio Cigoli in Giuseppe venduto dai fratelli
- Oreste Lionello in Il presagio